# Okrug Košice – okolie
 Košice - okolie (slk. Okres Košice - okolie) je okrug u istočnoj Slovačkoj u  Košickom kraju. Okrug Košice – okolie tvori prsten oko drugog po veličini Slovačkoga grada Košica u njemu živi 223 678 stanovnika, dok je gustoća naseljenosti 72 stan/km². Ukupna površina okruga je 1534,60 km².

## Stanovništvo
| Godina:     | 1994.   | 2004.   | 2014.    | 2024.   |
| ----------- | ------- | ------- | -------- | ------- |
| Broj ljudi: | 101 315 | 110 221 | 123 377  | 133 321 |
| Razlika:    |         | +8,79 % | +11,93 % | +8,05 % |

| Godina:     | 2023.   | 2024.   |
| ----------- | ------- | ------- |
| Broj ljudi: | 131 955 | 133 321 |
| Razlika:    |         | +1,03 % |

## Gradovi
- Medzev
- Moldava nad Bodvou

## Općine
| - Bačkovík - Baška - Belža - Beniakovce - Bidovce - Blažice - Bočiar - Bohdanovce - Boliarov - Budimír - Bukovec - Bunetice - Buzica - Cestice - Čakanovce - Čaňa - Čečejovce - Čižatice - Debraď - Drienovec - Družstevná pri Hornáde - Dvorníky-Včeláre - Ďurďošík - Ďurkov - Geča - Gyňov - Hačava - Háj - Haniska - Herľany - Hodkovce - Hosťovce - Hrašovík - Hýľov - Chorváty - Chrastné - Janík | - Jasov - Kalša - Kecerovce - Kecerovský Lipovec - Kechnec - Kokšov-Bakša - Komárovce - Kostoľany nad Hornádom - Košická Belá - Košická Polianka - Košické Oľšany - Košický Klečenov - Kráľovce - Kysak - Malá Ida - Malá Lodina - Milhosť - Mokrance - Mudrovce - Nižná Hutka - Nižná Kamenica - Nižná Myšľa - Nižný Čaj - Nižný Klátov - Nižný Lánec - Nová Polhora - Nováčany - Nový Salaš - Obišovce - Olšovany - Opátka - Opiná - Paňovce - Peder - Perín-Chym - Ploské - Poproč | - Rákoš - Rankovce - Rešica - Rozhanovce - Rudník - Ruskov - Sady nad Torysou - Seňa - Skároš - Slančík - Slanec - Slanská Huta - Slanské Nové Mesto - Sokoľ - Sokoľany - Svinica - Šemša - Štós - Trebejov - Trstené pri Hornáde - Trsťany - Turnianska Nová Ves - Turňa nad Bodvou - Vajkovce - Valaliky - Veľká Ida - Veľká Lodina - Vtáčkovce - Vyšná Hutka - Vyšná Kamenica - Vyšná Myšľa - Vyšný Čaj - Vyšný Klátov - Vyšný Medzev - Zádiel - Zlatá Idka - Žarnov - Ždaňa |